# 오길비다이커
오길비다이커 (Cephalophus ogilbyi)는 시에라리온과 라이베리아, 가나, 나이지리아 남동부, 적도 기니의 비오코섬에서 발견되며 가봉에서도 서식하는 것으로 추정되는 작은 영양의 일종이다. 현재, 인정된 아종은 없다. 이전의 2종의 아종, 흰다리다이커(Cephalophus crusalbum)와 브룩다이커(Cephalophus brookei)는 2011년 이후 별도의 종으로 승격되었다. 오길비다이커의 몸무게는 20kg, 어깨 높이는 56cm 정도이다. 몸의 털 색깔은 밤색부터 적갈색과 진한 갈색까지 다양한 색을 띠고, 다이커의 전형적인 특징인 육중한 궁둥이와 뒷다리를 갖고 있다. 고위도의 열대 우림 지역에서 주로 서식하며, 주식은 나무에서 떨어진 열대 등이다. 전체 개체수는 약 12,000마리로 추산하고 있다.